# Liste des publications de Guy Hocquenghem
Cette page présente la liste des ouvrages de Guy Hocquenghem.

## Liste des publications
- Le désir homosexuel, Paris, Éditions universitaires, 1972.
  - Réédité en 2000 par Fayard avec une préface de René Schérer.
- Les culs énergumènes, dans : Recherches : 3 milliards de pervers, sous la dir. de Félix Guattari, 1973.
- L'après-mai des faunes : volutions, préface de Gilles Deleuze, 1974 [recueil de textes parus entre 1968 et 1973][1].
- Fin de section, Paris, Christian Bourgois, 1975, recueil de nouvelles.
- Avec René Schérer, Co-ire : album systématique de l'enfance, revue Recherches, no 22, 1976. 2e éd. revue et corrigée en 1977.
- Avec Jean-Louis Bory : Comment nous appelez-vous déjà ? : ces hommes que l'on dit homosexuels, Paris, Calmann-Lévy, 1977.
- La dérive homosexuelle, Paris, J.-P. Delarge, 1977 [recueil de textes parus entre 1972 et 1977].
- « La loi de la pudeur », transcription de la conversation radiophonique de 1978 avec Michel Foucault et l'avocat Jean Danet, publiée dans Fous d'enfance : qui a peur des pédophiles ? (numéro coordonné par Luc Rosenzweig, avec des contributions d'André Dumargue, Bernard Faucon, Jean-Luc Hennig, Gabriel Matzneff, Jean-Jacques Passay et Gilbert Villerot), Revue Recherches, 1979, no 37.
  - Republiée dans Michel Foucault, Dits et écrits. t. 2, 1976-1984, Paris, Gallimard, 2001.
- La Beauté du métis : réflexions d'un francophobe, Paris, Ramsay, 1979.
  - Réédité en 2015 par les éditions Serge Safran, avec une préface de René Schérer.
- Race d'Ep ! : un siècle d'images de l'homosexualité (1979) [ouvrage accompagnant le film de Lionel Soukaz portant ce titre[2]]
  - Réédité, en 2018, par les Éditions la Tempête, avec une préface de René Schérer  (ISBN 979-1-09-451205-0)
- Le Gay voyage : guide et regard homosexuels sur les grandes métropoles (1980).
- L'Amour en relief : roman (1981).
- Les Petits garçons : roman (1983), texte inspiré par l'affaire du Coral.
- La Colère de l'Agneau : roman (1985).
- Lettre ouverte à ceux qui sont passés du col Mao au Rotary, Paris, Albin Michel, 1986.
  - Réédité, en 2003, par Agone, avec une préface de Serge Halimi  (ISBN 978-2-74890005-7) citations.
  - Nouvelle édition revue et augmentée d'une annexe : Retour sur la réception médiatique d’un « jeunot, sans cravate ni passé », Agone, 2014,  (ISBN 978-2-74890212-9), notice éditeur.
- Vienne (1986).
- Avec René Schérer : L'Âme atomique : pour une esthétique d'ère nucléaire (1986).
  - Réédité en 2013 par les Éditions du Sandre, avec un avertissement de René Schérer.
- Ève : roman (1987).
- Les Voyages et aventures extraordinaires du frère Angelo : roman (1988).
- L'Amphithéâtre des morts, mémoires anticipées (1994) [posthume].
- Oiseau de la nuit : nouvelles (1998) [reprend la nouvelle de l'auteur parue initialement dans Comment nous appelez-vous déjà ?].
- Un journal de rêve : articles de presse (1970-1987), postface d'Antoine Idier, Paris, Éd. Verticales, 2017.

## Analyse des principaux ouvrages

### Le désir homosexuel(1972)
Premier livre de Guy Hocquenghem, publié lorsqu'il avait vingt-cinq ans, Le désir homosexuel est influencé par l'œuvre de Gilles Deleuze et participe à un dialogue polémique avec la psychanalyse et la psychiatrie, afin de faire échapper l'homosexualité aux discours normatifs et médicaux. L'ouvrage est profondément marqué par le bouillonnement politique et intellectuel qui a suivi en France la révolte de mai 68, et s'inscrit dans le sillage des émeutes homosexuelles de Stonewall, à New York en 1969, et de la naissance du mouvement gay aux États-Unis. Le livre sera redécouvert à partir des années 2000, et influencera nombre de théoriciens queers, tant en France qu'aux États-Unis,.

### L'après-mai des faunes(1974)
Deuxième livre de Guy Hocquenghem, L'après-mai des faunes est un recueil d'articles, tribunes et comptes-rendus de conférences. L'ouvrage réunit notamment "des textes parus dans Action, Actuel, Tout ! ou le Rapport contre la normalité", ainsi que "deux articles publiés dans Culbuteur, une revue de moto" et une "intervention faite avec Schérer au colloque sur Charles Fourier de 1972". Il s'agit d'un ensemble de réflexions portant sur les luttes minoritaires menées à la suite de mai 68, ayant un rapport avec la jeunesse, le développement du mouvement homosexuel, la place des marges dans les luttes, la critique de la famille. La question de l'influence de Fourier dans la pensée de Guy Hocquenghem et son ami René Schérer pour penser les questions relatives au désir est également abordée. L'ouvrage est préfacé par Gilles Deleuze qui écrit notamment dans sa préface : 
Il n'y a plus de sujet homosexuel, mais des productions homosexuelles de désir, et des agencements homosexuels producteurs d'énoncés, qui essaiment partout, SM et travestis, dans des relations d'amour autant que dans des luttes politiques. [...]. On comprend mieux comment Hocquenghem peut être partout sur sa spirale, et dire à la fois : le désir homosexuel est spécifique, il y a des énoncés homosexuels, mais l'homosexualité n'est rien, ce n'est qu'un mot, et pourtant prenons le mot au sérieux, passons nécessairement par lui, pour lui faire rendre tout ce qu'il contient d'autre - et qui n'est pas l'inconscient de la psychanalyse, mais la progression d'un devenir sexuel à venir.

### Co-ire: album systématique de l'enfance
Écrit avec René Schérer, qui fut à la fois son professeur de lycée et qui devint son compagnon alors que Guy Hocquenghem était âgé de quinze ans, Co-ire (revue Recherches, no 22, 1976) est présenté dans son introduction comme un roman. Le livre vise en réalité, à partir des représentations littéraires, à analyser le « système de l'enfance », à savoir la façon dont l’enfant est défini, dans un contexte historique et social donné, comme un être incomplet, une « nature défaillante ».

### La Beauté du métis: réflexions d'un francophobe(1979)
Contrairement à ce que son titre pourrait sous-entendre, ce livre ne porte pas sur l'attirance envers les personnes métisses, et ne relève pas de l’essentialisation, mais constitue plutôt un éloge du métissage. La « france » (orthographiée sans majuscule tout au long de l'ouvrage) y est présentée comme souffrant de n'avoir pas su s'ouvrir aux autres peuples.

### Race d'Ep (1979)
« Race d’Ep ! Un siècle d’images de l’homosexualité », paru  1979, est une exploration de l’histoire de l’homosexualité, de la naissance de ce terme (fin du XIXe siècle) à l’orée des années d’hiver (fin des années 1970). Guy Hocquenghem y développe une vision de l'homosexualité en tant que classe, avec ses oppressions, ses révoltes, ses contradictions politiques et sa culture propre. Il y détaille notamment la manière dont l’homosexualité a été définie par la médecine, et comment les homosexuels eux-mêmes ont participé à ce discours médical, en se conformant à ses représentations.
Ce livre donne lieu à un documentaire, réalisé par Lionel Soukaz, avec la collaboration de Guy Hocquenghem. Sur des textes de ce dernier, qui en est l'un des principaux acteurs, ce documentaire est une reconstitution cinématographique de l'histoire gaie et lesbienne sur une période d'un siècle.
Jugé scandaleux lors de sa sortie, Race d'Ep fut classé X. Le film fut cependant projeté dans une version expurgée, grâce au soutien d'intellectuels tels que Michel Foucault, Roland Barthes et Gilles Deleuze.

### L'Amour en relief(roman, 1982)
Roman publié aux Éditions Albin Michel, L'Amour en relief met deux personnages principaux, Amar, un jeune Tunisien, et Andréa, une femme française. Le roman est construit alternativement selon les points de vue des deux protagonistes. À la suite d'un accident de scooter, Amar devient aveugle et est recueilli par une femme américaine âgée et fortunée, et devient son amant. Après sa mort, Amar doit aller dans une institution pour aveugles, avant de s'en évader et de vivre aux États-Unis et en Europe. Andréa, elle, évolue dans les milieux "gauchistes" Français des années 1970 ; on vit en communauté, fréquente l'Université de Vincennes ou encore la Clinique de Laborde. Selon Antoine Idier, le roman insiste sur le "rapport au monde de celui qui ne voit pas, dont l’appréhension se fait par d’autres modalités et d’autres sens que le voyant". Avec la littérature, Hocquenghem cherche un moyen de "trouver « une continuité entre le roman et ce qu’on peut appeler la philosophie de l’existence qui est la mienne »." L'Amour en relief formule ainsi une "critique de l’« aveugle » comme catégorie historique et sociale. [...] Les aveugles y sont décrits comme formant une minorité, un groupe constitué par la place que la société lui assigne."

### Les Petits garçons (roman, 1983)
Les Petits garçons est un roman inspiré par l'affaire du Coral, dans laquelle deux amis de Guy Hocquenghem, Gabriel Matzneff et René Schérer, furent accusés, avant d'être finalement mis hors de cause. L'auteur met en scène René Schérer sous les traits de « Stratos », « professeur à la carrière brisée », dont on a confondu la réflexion et les écrits avec des actes délictueux. Dans ce roman, figure une lettre ouverte à un grand intellectuel, sous les traits duquel on reconnaît Michel Foucault, à qui il est reproché de ne pas avoir pris aussitôt fait et cause pour « Stratos » face à la diffamation. Le narrateur y explique que « Stratos » ne défend pas la « sexualité » avec des enfants, mais critique la mise à distance de l' « érotique » présente dans les relations, et la suspicion vis-à-vis de toute proximité entre un adulte et un enfant.
Notons cependant que Les Petits garçons est un roman, portant sur l'affaire du Coral, son traitement et sa réception à l'époque, et non une élaboration politique ou théorique.

### La Colère de l'Agneau(roman, 1985)
La Colère de l'Agneau est à la fois une épopée du monde méditerranéen du Ier siècle de l'ère chrétienne, qui s'étend de 8 à 96 après Jésus-Christ, une vie de saint Jean, disciple de Jésus, qui a partagé l'intimité du Christ jusqu'à la Croix et œuvré à faire connaître sa parole.
Le narrateur est Prokhore, de son nom grec, Yohanan de son nom chrétien, c'est-à-dire le même nom que Jean lui-même, avec qui il est souvent confondu. Yohanan/Prokhore donne donc à voir ce récit de la vie du premier disciple de Jésus, lors de la fondation de l’Église.

### Lettre ouverte à ceux qui sont passés du col Mao au Rotary(1986)
Lettre ouverte à ceux qui sont passés du col Mao au Rotary (1986) est un pamphlet retraçant avec ironie la carrière, jusqu'en mai 1986, des gauchistes de Mai 68 qui ont trahi, par opportunisme, l'idéal de leur jeunesse. Bernard-Henri Lévy, Serge July, André Glucksmann, Roland Castro font notamment partie des destinataires de cette lettre. L'ouvrage est réédité en 2003 par les éditions Agone, accompagné d'une préface de Serge Halimi qui le décrit comme « un coup de pistolet dans la messe des reniements », suscitant chez ses lecteurs un « sentiment de libération » et une « purge bienfaisante » lors de sa parution initiale.
Selon Alain Accardo dans Le Monde diplomatique, « on le lit avec la jubilation d’un spectateur de western qui voit le justicier solitaire faire un carton sur les hommes de main du banquier véreux ». Hocquenghem « savait tirer juste, au défaut de l’armure de beaux principes et de pieux sentiments dont ils [ses ex-amis] couvraient leur « tartuferie » et leur « apostasie ». » Pour Antoine Bourguilleau de Slate, « rien, sans doute, n’a été écrit de plus drôle, de plus méchant — et de plus juste ? — sur les acteurs du mouvement qui, de mars à mai 1968, a agité les facultés françaises. »

### L'Âme atomique: pour une esthétique d'ère nucléaire(1986)
L'Âme atomique est un essai co-écrit avec René Schérer en 1986, où est développée une critique du positivisme, auquel les auteurs opposent "une esthétique envahissante, débordant le moral et le politique, voire le scientifique et le technique." Dans L'Âme atomique, le baroque, et surtout l'allégorie baroque, se montre capable de dépasser le spectacle postmoderne en y réinsérant un sens (non linéaire) de l'histoire, ainsi qu'une nouvelle croyance dans le monde. Selon Antoine Idier, cet ouvrage se caractérise par une « réflexion dans les termes de l'utopie ». Les deux auteurs répliquent philosophiquement au « prosaïsme » et au « désenchantement positiviste » des années 1980, à la « disparition des idéaux », à la « surenchère au réel » et aux « mythologies de la fatalité et de la peur ». Refusant « un sens transcendantal », et lisant notamment Walter Benjamin, Schérer et Hocquenghem tentent, à partir de l'usage de catégories esthétiques, de « "rendre une âme" à une époque qui a perdu la sienne ».
Daniel Bensaïd a commenté à plusieurs reprises ce livre de Schérer et Hocquenghem. Tout en reconnaissant un certain nombre d'« ennemis communs », partageant la « critique du progrès mécanique, du déterminisme historique, de l’individualisme factice, de l’investissement de la communication par la production marchande », Bensaïd regrettait toutefois le primat donné dans le livre à l'« esthétique » au détriment de la « politique » : « Le politique ne se laisse pas aussi aisément congédier. […] Que resterait-il de l’esthétique et de l’éthique, le jour où nous nous serions résignés à abandonner le politique aux politiques ? »,.

### Ève(roman, 1987)
Publié un an avant la mort de Guy Hocquenghem, le roman met en scène un narrateur, Adam, atteint du sida, qui reprend contact avec des membres de sa famille et recherche ses origines, s'interrogeant en même temps sur le lien de parenté qui l'unit, ou non, à Eve, son amante. La dernière partie se déroule à l’hôpital dans un service accueillant les malades du sida, où nous pouvons suivre le parcours du narrateur dans un hôpital parisien est retracé jusqu’au décès. Le texte se présente à la fois comme un roman écrit à la troisième personne et comme un témoignage écrit à la première personne. Publié en 1987, il est caractéristique des thèmes de la littérature de l’époque sur le sida : recherche des racines, de la filiation, voyage lointain, description sans complaisance de la déchéance physique, interrogation sur le sens de la vie,.Mais à l’aube du XXIe siècle, le roman se veut aussi porteur d’espoir, autant que d'interrogations bio-éthiques à propos des formes de procréation médicalement assistée et de contrôle du génome. La dédicace est adressée à Willy Rozenbaum, médecin de Guy Hocquenghem, et à son équipe.

### L’Amphithéâtre des morts(1994)
L’Amphithéâtre des morts, mémoires anticipées est un livre de mémoires écrit par Guy Hocquenghem en 1988, inachevé et publié à titre posthume en 1994 aux éditions Gallimard. Il comporte une postface rédigée par René Schérer. L’auteur, atteint du sida, rédige l’ouvrage alors qu’il est mourant.
Guy Hocquenghem, très affaibli par la maladie, se place en 2018 pour écrire des instantanés et des moments intimes de sa vie : souvenirs d’enfance, vacances en Angleterre, rencontre de ses premiers amants, 1968, vie en communauté. Ses dernières visions, ses dernières paroles éclairent le parcours de l’homme et témoignent de l’atmosphère d’une époque. Le mot sida n’est jamais prononcé par l’auteur, mais comme l’indique René Schérer dans la postface : « Ce biais, cette traverse pour dire le sida qui l’emporte, n’est pas une dissimulation devant la vérité, mais une manière de porter la pure facticité de la mort… ». À ce titre, cet ouvrage fait partie de la littérature des années SIDA en France.

### The Screwball Asses(2010)
En 2010, les éditions américaines Semiotext(e) (en) publièrent sous le nom de Guy Hocquenghem le livre The Screwball Asses. Il s'agit de la traduction d'un texte intitulé Les Culs énergumènes, paru sans nom d'auteur dans le numéro « Trois milliards de pervers » de la revue Recherches en 1973 (revue alors dirigée par Félix Guattari). Cette attribution est contestée par Antoine Idier dans son livre Les Vies de Guy Hocquenghem : se fondant sur des témoignages et des archives, l'auteur affirme que l'auteur du texte est en réalité un écrivain du nom de Christian Maurel. Par ailleurs, Les Culs énergumènes comportent de nombreuses critiques explicites contre le livre de Guy Hocquenghem Le Désir homosexuel.

### Textes d'intervention sur l'enfance et la sexualité
Guy Hocquenghem a consacré de nombreux écrits à la sexualité et à l'enfance, et notamment aux relations sentimentales, amoureuses et/ou sexuelles entre majeurs et mineurs consentants.

#### La défense du consentement sexuel
Les écrits de Guy Hocquenghem sur la sexualité placent au centre la question du consentement sexuel. Comme de nombreux auteurs et militants engagés dans la défense des droits des femmes et des homosexuels, le théoricien considère que c'est ce consentement qui doit déterminer le caractère licite ou non de la relation, et par conséquent l'intervention de la justice. Par exemple, dans la lettre ouverte de mai 1977 « pour la révision de certains textes législatifs régissant les rapports entre majeurs et mineurs », les signataires (dont Hocquenghem fait partie) affirment qu'ils « considèrent que l’entière liberté des partenaires d’une relation sexuelle est la condition nécessaire et suffisante de la licéité de cette relation ». Ils affirment également la nécessité de tenir « compte du consentement du mineur. » Ils avancent :
Les dispositions prétendant à une “protection” de l’enfance et de la jeunesse sont de plus en plus incompatibles avec l’évolution de notre société, et doivent être abrogés ou profondément modifiés, dans le sens d’une reconnaissance du droit de l’enfant et de l’adolescent à entretenir des relations avec des personnes de son choix.
La Lettre ouverte à la Commission de révision du code pénal pour la révision de certains textes régissant les rapports entre adultes et mineurs, mentionnée plus haut, critique la définition du « détournement de mineur — dont le délit peut être constitué par le seul hébergement d’un mineur pour une nuit », et demande en outre à ce que la loi relative à l’attentat à la pudeur sans violence évolue, en le considérant comme un délit et non plus comme un crime, le viol restant passible de Cour d’assises. Enfin, la majorité sexuelle étant fixée à l'époque à 18 ans pour les rapports homosexuels, et à 15 ans pour les rapports hétérosexuels, les signataires appellent le législateur à mettre fin à cette discrimination. Ils obtiendront en partie gain de cause, leurs revendications débouchant sur l’alignement des majorités sexuelles, mettant fin à une discrimination entre hétérosexuels et homosexuels, puis sur le remplacement dans la loi du crime d’« attentat à la pudeur sur mineurs » par le délit d’ « atteinte sexuelle sur mineurs », passible du tribunal correctionnel et non plus des assises.
Cette lettre fut notamment signée par Simone de Beauvoir, Jean-Paul Sartre, Michel Foucault, Roland Barthes, Jacques Derrida, Gilles Deleuze, Alain Robbe-Grillet, Christiane Rochefort, Françoise d'Eaubonne, Dominique Desanti, Jean-Louis Bory, etc. Des extraits de cette lettre furent publiés dans les journaux Le Monde (23 mai 1977) et Libération. À la suite de cette pétition, Michel Foucault fut auditionné par la Commission de révision du code pénal, devant laquelle il défendit les positions de la lettre ouverte.

#### Pétitions et tribunes critiquant la répression des rapports sexuels entre majeurs et mineurs consentants
Hocquenghem a été signataire de plusieurs pétitions portant sur les rapports sexuels entre majeurs et mineurs consentants, et faisant du consentement la clé de la voûte des analyses portées sur ces affaires.
Lorsque des pétitions sont publiées en réaction à une affaire particulière, les signataires appellent à dissocier les crimes et les rapports consentis avec les mineurs, insistent sur la nécessité d'écouter ces derniers, et de ne pas considérer qu'ils ont subi une violence s'ils disent que ce n'est pas le cas.

Guy Hocquenghem est notamment signataire d'une pétition dans Le Monde du 26 janvier 1977 en rapport avec l’affaire de Versailles. Gabriel Matzneff revendique la paternité de la rédaction de la pétition. La quête des signatures fut menée par Matzneff pour les écrivains, avec l’aide de Guy Hocquenghem pour les acteurs du monde universitaire. Hocquenghem est aussi signataire de la pétition parue le 13 mai 1978 dans Le Monde, à la suite d'une affaire où une éducatrice s'était mise nue devant des enfants, ce à leur demande. Parmi les pétitionnaires, on peut noter les noms de Simone de Beauvoir, Gisèle Halimi, Gilles Deleuze, Haroun Tazieff, Maurice Nadeau, Gabriel Matzneff, René Dumont, Michel Foucault, etc. Les signataires :
s'émeuvent des dispositions prises à l'encontre d'une directrice de centre aéré et d'un collectif d'éducateurs sanctionnés pour avoir pris en compte la sexualité des enfants et souhaitent que l'ensemble des organisations populaires engagent au grand jour un débat sur tous les problèmes d'animation concernant l'enfance sans éluder la sexualité.
Le 21 janvier 1979, Hocquenghem présente « l'Affaire de Saint-Ouen » ou « Affaire Jacques Dugué » dans l'édition de Libération du 21 janvier 1979. Il dénonce le traitement médiatique de l'affaire. Hocquenghem est par ailleurs signataire de la pétition publiée le 23 mars 1979 dans Libération (également publiée dans le numéro 37 de la revue Recherches) pour demander la libération de Gérard Roussel, dans l'affaire dite « Affaire des films de la FNAC », à propos de laquelle aucune précision n'a été apportée dans la presse, en raison du secret de l'instruction. Roussel sera finalement condamné pour des actes à caractère sexuel commis sur des filles de 6 à 12 ans sans violence ni pénétration. La pétition est également signée par Simone Iff, Jean-Louis Bory, Daniel Guérin, Christiane Rochefort, Georges Moustaki, Catherine Millet, etc. L'argument est le suivant :
Une fois encore, au nom de la "protection" de la jeunesse, la loi nie l'existence de l'enfant comme être capable d'aimer. Donner de l'amour à un enfant et en recevoir de lui par une présence, de la tendresse, des caresses, est aujourd'hui un délit, voire un crime. On sait aussi que deux mineur(e)s qui font l'amour ensemble se détournent l'un l'autre au terme de la loi. Le caractère anachronique de cette législation est renforcé par le fait qu'une jeune fille de moins de 15 ans peut se procurer une contraception sans autorisation de quiconque. Pour faire quoi ?

#### La loi de la pudeur
Pour qu'ils expliquent leur démarche, le 4 avril 1978, France Culture invite Michel Foucault, Guy Hocquenghem et l'avocat Jean Danet pour un débat dans l'émission Dialogues autour de la « Loi de la pudeur ». Cette émission sera retranscrite dans le no 37 de la revue Recherches, intitulé « Fous d'enfance. Qui a peur des pédophiles ? », numéro publié en avril 1979, qui sera retiré ensuite de la circulation. La retranscription de l'entretien est en outre publiée dans les Dits et écrits de Michel Foucault.

Tout en semblant plaider pour une dépénalisation des relations sexuelles dès lors qu'il n'y a ni violence ni contrainte, Hocquenghem, comme Michel Foucault et Jean Danet, insiste sur le fait son objet est essentiellement d'interroger les catégories du pouvoir et de la répression, plus que de se prononcer sur le actes en tant que tels ou de produire de nouvelles normes. Guy Hocquenghem explique aussi que les pétitionnaires ont pris soin de circonscrire l’objet de leur critique : 

Nous avons fait très attention dans le texte de la lettre ouverte au code pénal. Nous avons pris bien soin de parler exclusivement de l’attentat à la pudeur sans violence, et d’incitation de mineur à la débauche. Nous avons pris extrêmement soin de ne pas, d’aucune manière, aborder le problème du viol, qui est totalement différent.
Guy Hocquenghem et Michel Foucault s’inquiètent du développement d'une « société de danger » et de pouvoirs judiciaires et médicaux ne ciblant plus des actes, mais des individus perçus comme dangereux par nature avec le risque que la sexualité soit, par ricochet, considérée comme dangereuse en soi. Ironisant sur le pouvoir des psychiatres et des psychologues prétendant dire à la place des enfants ce qu’ils ont vécu, Michel Foucault en appelle à une réflexion sur les régimes de violence et de contrainte, dont la mise à jour s'appuierait sur la parole des mineurs, et non pas sur le savoir médical. A la question de savoir s’il souhaite que soit inscrite une nouvelle limite d’âge dans la loi, ou la voir tout simplement supprimée, Guy Hocquenghem fait sien les propos de Michel Foucault, affirme la nécessité d' « écouter l'enfant et lui accorder un certain crédit » et ajoute qu’il n’est pas de son rôle de répondre à cette question, considérant que sa fonction est de contester un certain nombre de textes de texte législatifs tout en participant à instituer un rapport de force pour que les lois en vigueur nuisent le moins possible à l’émancipation.